# Île Seguin
Île Seguin je ostrov v řece Seině ve Francii, mezi ostrovy Boulogne-Billancourt a Sèvres, západně od Paříže.
Po většinu 20. století zde sídlila továrna Renault. Výroba byla ukončena v roce 1992, posledním zde vyrobeným vozem byl Renault 5 Supercinq. Továrna byla zbořena v letech 2004–2005.
V dubnu 2017 zde byl otevřen hudební pavilon a umělecké centrum La Seine Musicale.